# ساندون
longitudeساندونlatitudeساندون
ساندون (به انگلیسی: Sandown) یک منطقهٔ مسکونی در انگلستان است که در جنوب شرقی انگلستان واقع شده‌است.

## خصوصیات
ساندون ۸٬۴۵۵ نفر جمعیت دارد.